# ラザフォード (ロケットエンジン)
ラザフォード（Rutherford）は、アメリカとニュージーランドの企業であるロケット・ラボ社が開発・製造する液体燃料ロケットエンジン。同社のエレクトロンロケットに使用されている。名称はニュージーランド出身の実験物理学者、アーネスト・ラザフォードにちなむ。
ロケットに使用されるエンジンとしては世界初の電動ポンプサイクルを採用する。燃料にはケロシン (RP-1) と液体酸素 (LOX) を使用する。エレクトロンは1段目と2段目に同じエンジンを用いる構成を採り、1段目に9基、2段目に1基を使用する。海面推力5,600 lbf (25 kN)、真空推力5,800 lbf (26 kN)、真空比推力343秒を発揮する。
2016年3月に飛行に向けた認定を取得し、2017年5月25日に初飛行した。

## 特徴
ラザフォードは小型の液体燃料ロケットエンジンで、シンプルかつ安価で製造できることを意図して設計されている。このため、エレクトロンでも1段目と2段目のエンジンを統一し、調達・輸送の効率化とスケールメリットの追求を図っている（2段目はノズルを延長して真空中での使用に最適化したバージョン）。さらに、コスト削減のため実用エンジンとしては世界で初めて電動ポンプサイクルを採用している。また、製造には3Dプリンターを広範に活用しており、電子線溶解法を用いて燃焼室、インジェクター、ポンプおよびメイン推進薬バルブを製造している。
他の液体燃料ロケットエンジンと同様に、ラザフォードもタンクから燃焼室に推進剤を送り込むためにターボポンプを使用して昇圧している。大量・高圧の推進剤をタンクに収めるとタンクの重量が嵩むため、ポンプを用いて昇圧するのである。
電動ポンプサイクルでは、燃料と推進剤のそれぞれを電動機で駆動される電動ポンプで供給する。ラザフォードでは2台のブラシレスDCモーターをリチウムポリマー電池で駆動している。これにより、一般的なガス発生器サイクルでは効率50%程度であるのに対し、効率95%程度を達成している。一方で、電池の分だけエンジンの重量が嵩むという問題もある。
エンジン1基につき40,000回転・50 hp (37 kW) のモーターを2台搭載している。1段目用の電池は、9基のエンジン（モーターは18台）に1MWを超える電力を供給する。
エンジンの冷却には再生冷却を採用しており、ポンプから吐き出された燃料は燃焼室とノズルに設けられた流路を通ってから燃焼室に噴射される。